# Lachapelle-Auzac
Lachapelle-Auzac är en kommun i departementet Lot i regionen Occitanien i södra Frankrike. Kommunen ligger i kantonen Souillac som tillhör arrondissementet Gourdon. År 2022 hade Lachapelle-Auzac 796 invånare.

## Befolkningsutveckling
Antalet invånare i kommunen Lachapelle-Auzac
| Referens: INSEE |